# Villas de San José
Villas de San José är en ort i Mexiko.   Den ligger i kommunen San Juan del Río och delstaten Querétaro Arteaga, i den sydöstra delen av landet, 140 km nordväst om huvudstaden Mexico City. Villas de San José ligger 1 906 meter över havet och antalet invånare är 129.
Terrängen runt Villas de San José är platt åt sydväst, men åt nordost är den kuperad. Runt Villas de San José är det ganska tätbefolkat, med 230 invånare per kvadratkilometer. Närmaste större samhälle är San Juan del Río, 8,1 km sydväst om Villas de San José. Trakten runt Villas de San José består till största delen av jordbruksmark.